# الثورة 2.0
الثورة 2.0 كتاب تم طرحه في يناير عام 2012 من تأليف الناشط وائل غنيم ومن توزيع ونشر دار الشروق يحتوي على 9 فصول . يسرد هذا الكتاب وقائع وأحداث التي سبقت لثورة 25 يناير 2011، من خلال معايشة الكاتب لها. وتبرز أهمية الكتاب في أن مؤلفه كان أحد النشطاء المحركين لفكرة الثورة، من خلال حملة بثها على صفحة كلنا خالد سعيد بموقع التواصل الاجتماعي «فيس بوك»، وتجاوب معها الآلاف من الشباب.

## نبذة
الكتاب بعيد عن كونه تحليل سياسي أو تنظير، هو ببساطة بـ يبدأ في أوله كسيرة ذاتية لوائل غنيم بـ يحكيها في إطار التحقيق اللي حصل في مقر جهاز مباحث أمن الدولة في صورة فلاش باك
على صعيد آخر بـ يبدأ يسرد رأيه في أوضاع مصر الاجتماعية بشكل مبسط من خلال صفحات التواصل الاجتماعي على الفيسبوك وتويتر من أول دعمه للبرادعي لغاية صفحة «كلنا خالد سعيد» اللي من خلالها تمت الدعوة للنزول يوم 25 يناير حتي ما لحظة اعتقاله من قبل أمن الدولة ليلة جمعة الغضب ويحكي ما حدث له في 11 يوم من الاعتقال وخروجه للإعلام ومروره بأصعب لحضات اتخاذ قرارت الظهور الإعلامي والتدوين على الصفحة اللي أصبحت محرك قوى للجماهير حتي يوم التنحي.

## أصل التسمية
يرجع تسمية الكتاب بهذا الاسم الي الاسلوب المتبع مع إصدارات البرامجيات مثل (1.0 و 1.1.2 و 2.0 ..) ما قصده المؤلف وائل غنيم بهذه التسمية هو ان ثورة 25 يناير هي الإصدار الجديد وشكل متطور للثورات القديمة . فهذه الثورة استخدم فيها التكنولوجيا وقامت الثورة ونجحت وهي بلا قائد أو زعيم. ومن هنا جاءت التسمية

## وصلات خارجية
طالع كتاب الثورة 2.0 على موقع جود ريدز